# Кобуси (Підляське воєводство)
Кобуси (пол. Kobusy) — село в Польщі, у гміні Цехановець Високомазовецького повіту Підляського воєводства.
Населення — 84 особи (2011).
У 1975—1998 роках село належало до Ломжинського воєводства.

## Демографія
Демографічна структура станом на 31 березня 2011 року:
|          | Загалом | Допрацездатний вік | Працездатний вік | Постпрацездатний вік |
| -------- | ------- | ------------------ | ---------------- | -------------------- |
| Чоловіки | 54      | 17                 | 31               | 6                    |
| Жінки    | 30      | 9                  | 16               | 5                    |
| Разом    | 84      | 26                 | 47               | 11                   |